# 整体词
整体关系是一种语义关联。如果 A 是 B 的一部分，或 A 是 B 集合的成员，则称 B 是 A 的整体词，A 是 B 的分体词。例如，“树”是“树皮”的整体词，也是“树干”、“树枝”的整体词。
在整体-分体关系中也经常考虑该分体是否是必需的、特有的组成成分。 Cruse 举了两个例子：“门-门把手”关系和“人的身体-耳朵”关系。不是每一扇门都必须要有门把手，但是每一个人都有耳朵。他把前者叫做“兼性”（英語：facultative）关系，“门把手”代表一种可选的关联。 